# Роберт Хег
Роберт Хег (швед. Robert Hägg; 8 лютого 1995, м. Уппсала, Швеція) — шведський хокеїст, захисник. Виступає за клуб НХЛ «Детройт Ред Вінгз».
Вихованець хокейної школи «Гімо». Виступав за МОДО, «Адірондак Фантомс» (АХЛ), «Філадельфія Флаєрс», «Баффало Сейбрс», «Флорида Пантерс».
В чемпіонатах Швеції — 77 матчів (1+6), у плей-оф — 3 матчі (0+0).
У складі молодіжної збірної Швеції учасник чемпіонатів світу 2013, 2014 і 2015. У складі юніорської збірної Швеції учасник чемпіонату світу 2013.
Досягнення
- Срібний призер молодіжного чемпіонату світу (2013, 2014)